# 28418 Pornwasu
28418 Pornwasu este un asteroid din centura principală de asteroizi.

## Descriere
28418 Pornwasu este un asteroid din centura principală de asteroizi. A fost descoperit pe 4 noiembrie 1999 la Socorro, New Mexico, în cadrul proiectului LINEAR. Asteroidul prezintă o orbită caracterizată de o semiaxă mare de 2,30 ua, o excentricitate de 0,15 și o înclinație de 0,4° în raport cu ecliptica.